# Netvořice
Netvořice è un comune mercato della Repubblica Ceca facente parte del distretto di Benešov, in Boemia Centrale.